# Nandinie
Nandinia binotata · Civette palmiste africaine
Genre
Espèce
Statut de conservation UICN

 LC  : Préoccupation mineure
Statut CITES
La Nandinie (Nandinia binotata), ou Civette palmiste africaine, est une espèce de mammifère carnivore Féliformes. Elle possède de courtes jambes, de petites oreilles, un corps semblable à celui d'un chat et une longue et souple queue qui est de la même longueur que son corps. À l'âge adulte, la civette palmiste africaine pèse entre 1,7 et 2,1 kg.
Les forêts d'Afrique orientale constituent le berceau de l'espèce et les arbres son logis.
L'espèce est omnivore, se nourrit de rongeurs, d'insectes, d'œufs, de carcasses, de fruits, d'oiseaux ou même de chauve-souris frugivores.
C'est un animal généralement solitaire et nocturne.
Bien que ressemblant physiquement aux autres civettes (Viverridae), on suppose que la civette palmiste africaine s'est génétiquement différenciée de celles-ci avant l'apparition des chats.
Cette théorie est cependant soumise à controverses, l'espèce étant la seule de son genre (Nandinia) et de sa sous-famille, les Nandiniinae.

## Aire de répartition
Elle est native d'Afrique équatoriale, attestée et considérée comme résidente dans les pays suivants : Angola ; Bénin ; Burundi ; Cameroun ; République centrafricaine ; Congo ; République démocratique du Congo ; Côte d'Ivoire ; Guinée équatoriale (continentale) ; Gabon ; Gambie ; Ghana ; Guinée ; Guinée-Bissau ; Kenya; Liberia ; Malawi ; Mozambique ; Nigeria ; Rwanda ; Sénégal ; Sierra Leone ; Sud Soudan ; Tanzanie ; Togo ; Ouganda ; Zambie ; Zimbabwe.
Elle est considérée comme possiblement éteinte dans l'île de Bioko, située dans le golfe de Guinée et faisant partie de la Guinée équatoriale. 

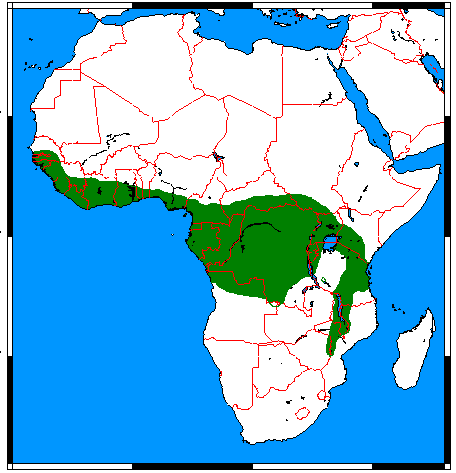
Aire de répartition de la civette palmiste africaine.